# Hoplocnemis andreaei
Hoplocnemis andreaei är en skalbaggsart som beskrevs av Schein 1959. Hoplocnemis andreaei ingår i släktet Hoplocnemis och familjen Melolonthidae. Inga underarter finns listade i Catalogue of Life.